# Ciclova Română
Ciclova Română è un comune della Romania di 1600 abitanti, ubicato nel distretto di Caraș-Severin, nella regione storica del Banato.
Il comune è formato dall'unione di 3 villaggi: Ciclova Română, Ilidia, Socolari.